# Aeroportul Waspam
Aeroportul Waspam (IATA: WSP, ICAO: MNWP) este un aeroport din Waspán⁠(d), Regiunea Autonomă a Atlanticului de Nord, Nicaragua.
Situat la o altitudine de 42 m, aeroportul dispune de o singură pistă. Este operat de Nicaragua.